# Strumigenys indigatrix
Strumigenys indigatrix är en myrart som beskrevs av Wheeler 1919. Strumigenys indigatrix ingår i släktet Strumigenys och familjen myror. Inga underarter finns listade i Catalogue of Life.